# Ève Joly
Ève Joly – francuska zapaśniczka walcząca w stylu wolnym. Brązowa medalistka mistrzostw Europy w 1988 roku. Trzecia na mistrzostwach Francji w 1989 i 1990.